# أنت الأسوأ (مسلسل)
أنت الأسوأ (بالإنجليزية: You're the Worst) مُسلسل كوميديا ودراما أمريكي، من إعداد ستيفن فالك. عرض على قناة «FX» في 17 يوليو، 2014، ثم نُقل إلى قناة «FXX». يُتابع المسلسل حياة جيمي وغريتشن. في 30 سبتمبر، 2014، أعلنت قناة "FX" عن تجديدها المسلسل لموسم ثاني تكون من 13 حلقة، بدأ عرضه في 9 سبتمبر، 2015، على قناة «FXX». في 2 ديسمبر، 2015، جدد المسلسل لموسم ثالث، سيُعرض في 31 أغسطس، 2016.

## الممثلين والشخصيات

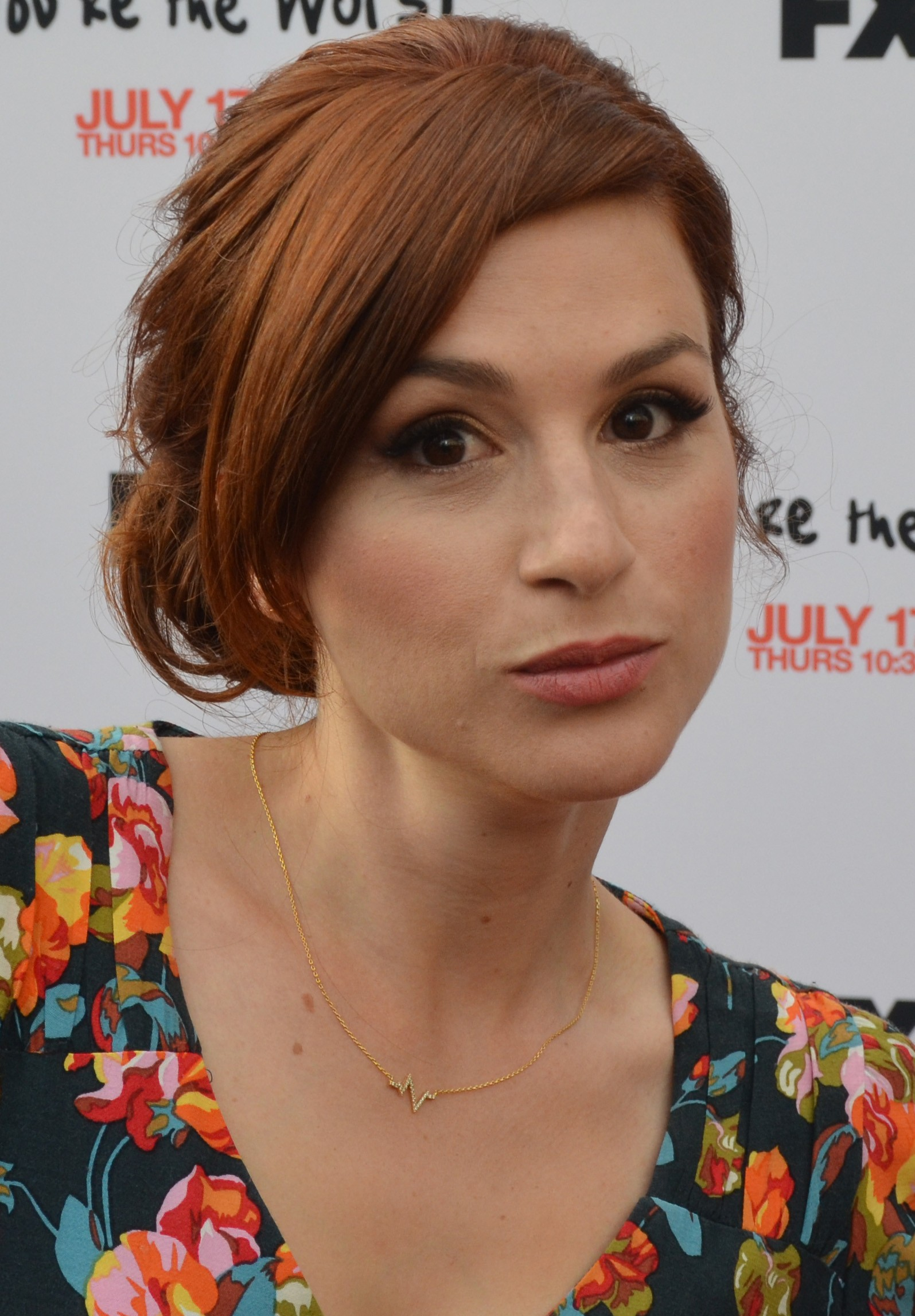
آيا كاش.

### شخصيات رئيسية
- كريس غير بدور جيمي شايف-أوفيرلي، كاتب إنجليزي يعيش في لوس أنجلوس.[2]
- آيا كاش بدور غريتشن كاتلر، امرأة مكتئبة، تعمل مسؤولة علاقات عامة في شركة إنتاج موسيقي.[2]
- ديزمن بورغس بدور إيدغار كينتيرو، جندي سابق مصاب بإضطراب نفسي، وهو صديق جيمي المُقرب وشريكه في السكن.[2]
- كيذر دونوهيو بدور لينزي جيليان، صديقة غريتشن المقربة.[2]

### شخصيات ثانوية
- جانيت فارني بدور بيكا باربرا، صديقة لينزي، وحبيبة جيمي السابقة.
- تود روبرت أندرسون بدور فيرنون باربرا، أخ لينزي غير الشقيق وزوج بيكا.
- آلان ماكليود بدور بول جيليان، زوج لينزي.
- شاين فرانسيس سميث بدور كيليان مونس.
- براندون ميشال سميث بدور سام دريزدن، مغني راب.
- ستيفن شنايدر بدور تاي وايلاند، مخرج أفلام وحبيب غريتشن السابق.
- جيوفاني سامويل بدور بريانا، مساعدة غريتشن.
- داريل بريت غيبسون بدور شيتستاين، عضو في فرقة سام.
- آلين مالدونادو بدور هني نتز، صديق سام وعضو في فرقته.
- ماجينا توفاه بدور أيمي كادينغل.
- كوليت وولف بدور دوروثي دوروود.
- تيسا فيرير بدور نينا كيوني.
- كولن كامبل بدور بارفلي.
- سميرة وايلي

## الإنتاج
أعلن عن بدأ تصوير الحلقة الأولى (التجريبية) في 17 يوليو، 2013. وأعلن عن اكتمال طاقم تمثيل المسلسل في 19 سبتمبر، 2013. طلبت قناة FX الحلقة الأولى في 24 يناير، 2014، ثم طلبت تسعة حلقات بعدها للموسم الأول.

## الحلقات

### نظرة عامة
| الموسم | الحلقات | الحلقات | الأصلي        | الأصلي         |
| الموسم | الحلقات | الحلقات | الأول         | الأخير         |
| ------ | ------- | ------- | ------------- | -------------- |
| 1      | 10      | 10      | 17 يوليو 2014 | 18 سبتمبر 2014 |
| 2      | 13      | 13      | 9 سبتمبر 2015 | 9 ديسمبر 2015  |

## وصلات خارجية
- الموقع الرسمي
- أنت الأسوأ على موقع IMDb (الإنجليزية)
- أنت الأسوأ على موقع ميتاكريتيك (الإنجليزية)
- أنت الأسوأ على موقع روتن توميتوز (الإنجليزية)
- أنت الأسوأ على موقع فيلمافينيتي (الإسبانية)
- أنت الأسوأ على موقع كينوبويسك (الروسية)
- أنت الأسوأ على موقع ألو سيني (الفرنسية)
- أنت الأسوأ على موقع قاعدة بيانات الفيلم (الإنجليزية)